# Hendrix in the West
Hendrix in the West je postumno uživo album američkog glazbenika Jimija Hendrixa, objavljen u siječnju 1972. godine od izdavačke kuće Polydor, a kasnije u veljači i od Reprise Recordsa.

## O albumu
Album sadrži pjesme s uživo koncerata održanih u "Royal Albert" dvorani 24. veljače 1969. godine u Londonu, iz arene "San Diego Sports" od 24. svibnja 1969. u San Diegu, u teatru "Berkeley Community Theatre" u Berkeleyu, 30. svibnja 1970. te na festivalu "Isle of Wight Festival", 30. kolovoza 1970. godine.  Noel Redding svira bas-gitaru na tri pjesme preuzete s koncerta u San Diegu, dok Billy Cox svira bas na ostalim pjesmama.
Na omotu albuma greškom je navedeno da su pjesme "Little Wing" i "Voodoo Child (Slight Return)" izvedene 30. svibnja 1970. godine u San Diegu, međutim one su izvedene 24. veljače 1969. godine u "Royal Albert Hallu".

## Popis pjesama
| 1. | »Johnny B. Goode«  | Chuck Berry  | 4:45 |
| 2. | »Lover Man«        |              | 3:05 |
| 3. | »Blue Suede Shoes« | Carl Perkins | 4:26 |
| 4. | »Voodoo Chile«     |              | 7:49 |

| 1. | »God Save the Queen«                    | tradicionalna               | 2:40  |
| 2. | »Sgt. Pepper's Lonely Hearts Club Band« | John Lennon, Paul McCartney | 1:16  |
| 3. | »Little Wing«                           |                             | 3:14  |
| 4. | »Red House«                             |                             | 13:06 |

Detalji sa snimanja
- Skladbe A4, B3 i B4 snimljene su 24. svibnja 1969. godine u "the San Diego Sports Areni"
- Skladbe A1, A2 i A3 snimljene su 30. svibnja 1970. godine na koncertu u "Berkeley Community Theatru"
- Skladbe B1 i B2 snimljene su 30. kolovoza 1970. godine na "The Isle of Wight Festivalu"

## Izvođači
- Jimi Hendrix – električna gitara, vokal
- Mitch Mitchell – bubnjevi
- Billy Cox – bas-gitara u pjesmama 1, 2, 5, 6, i 7
- Noel Redding – bas-gitara u pjesmama 3, 4 i 8